# Корбей (графство)
Графство Корбей (фр. Comté de Corbeil) — феодальное владение во Франции в X—XII веках, располагавшееся к юго-западу от Парижа. Было выделено в 946 году из графства Парижского в качестве апанажа для Елизаветы Ле Риш, родственницы Гедвиги Саксонской, жены графа Парижа Гуго Великого, по случаю её свадьбы с Эмоном Корбейским. В начале своей истории графство было зависимо от Парижа и управлялось лояльными вассалами короля, затем перешло во владение к членам Нормандской династии, а впоследствии — к Монморанси. В 1112 году отошло к дому де Пюизе и было отозвано и присоединено к королевскому домену Людовиком VI.

## Правители

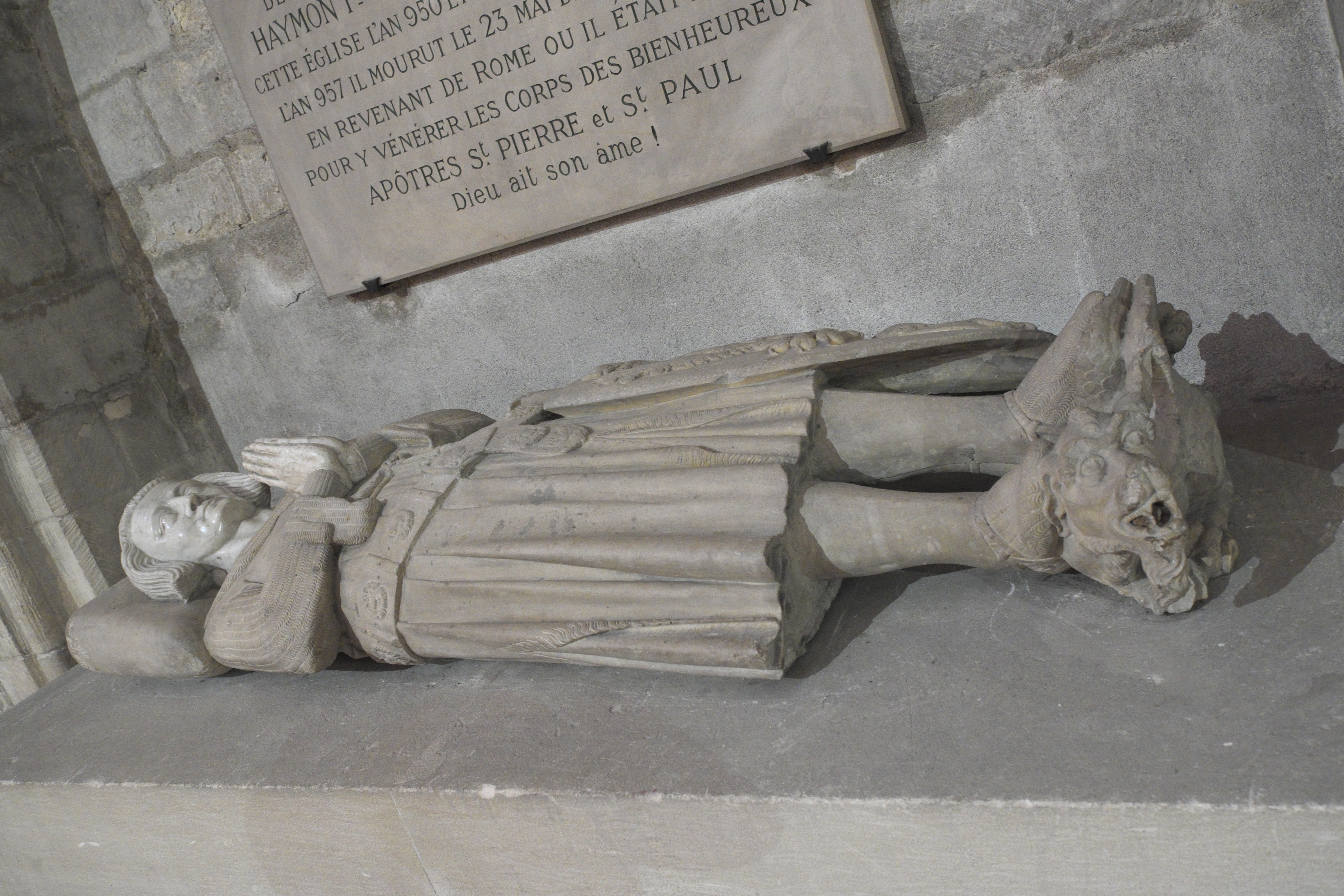
Усыпальница Эмона Корбейского в соборе Сен-Спир, Корбей-Эсон, Франция.

- Эмон де Корбей (ум. 24 мая 957 г.) — первый граф Корбейский, получивший графство по праву жены в результате брака с Елизаветой Ле Риш. Основал церковь святого Эксуперия в Корбее, в которой впоследствии был похоронен[2].
- Бушар I де Вандом (ок. 940 — 26 января 1007 г.) — граф Вандома, второй муж Елизаветы, вдовы Эмона, также получивший графство Корбей по браку. Впоследствии был пожалован титулом графа Парижа (после его смерти титул был упразднён до 1838 года)[3].
- Може Нормандский (963/975 — 1033/1040) — муж Жермены де Корбей, внучки Эмона, граф Корбея по праву жены. Сын герцога Ричарда Бесстрашного, представитель Нормандской династии, Соратник короля Генриха I в борьбе за престол с его матерью Констанцией Арльской[4][5].
- Гильом Герлан (ок. 1000—1068) — сын Може и Жермены, граф Авранша и Мортена. Был лишен титулов и изгнан Вильгельмом Завоевателем, после чего в сопровождении лишь оруженосца отправился в Апулию, к двору Отвилей.
- Рено — (ок. 1035 — после 1071) — сын Гийома. Был близок к королю Филиппу I, около 1055 года женился на знатной даме из рода Даммартен, вероятно, на дочери графа Манассе де Даммартен[6].
- Бушар II (1022—1071/80) — муж дочери и наследницы Рено Аликс (Аделаиды) де Креси, из дома Монморанси. Основал аббатство святого Эксуперия[фр.] в Корбее[2]. Принимал участие в восстаниях против Филиппа I и был убит в бою графом Этьеном II де Блуа.
- Эд (Одо) (ум. 1112) — сын Бушара II. Продолжал политику отца. Не имея детей, в 1100 году назначил наследницей сестру Аделаиду, вдову умершего в 1099 году Эрара III де Пюизе, виконта Шартра. Однако та вскоре стала монахиней в Марсиньи, и титул перешёл к её сыну Гуго.
- Гуго III де Пюизе (ок. 1091—1132), виконт Шартра, сын Аделаиды. Принимал участие в восстании против Людовика VI, вследствие чего оказался в заключении и, унаследовав графский титул в это же время был вынужден отказаться от него в обмен на освобождение. После этого графство было окончательно присоединено к королевскому домену.